# شريف عبد الرحمن
شريف عبد الرحمن مذيع تلفزيوني مصري بدأ حياته الإعلامية في الفضائية المصرية عام 1999 بعدما اكتشفته الإعلامية سناء منصور. عمل في العديد من البرامج في الفضائية المصرية من أشهرها البيت بيتك

## بداية عمله بالاْعلام
بالرغم من أن شريف ضابط مهندس سابق حيث أنه خريج الكلية الفنية العسكرية بالقاهرة عام 1993 إلا أنه تمكن من تغيير مسار حياته العملية وانخرط في مجال الاعلام بمجرد خروجه من الخدمة العسكرية في نهاية التسعينيات حيث بدأ شريف عبد الرحمن مشواره من خلال تقديمه لبعض البرامج التي كانت تقدم علي الفضائية المصرية أبتداء من عام 1999 الي 2004 وقدم من خلالها مجموعة من البرامج المتنوعة منها بحب السيما ولغة العالم وبرامج رياضية وبرامج مختلفة أخرى تدرج إلي أن صعد الي البيت بيتك

## عمله في البيت بيتك
بدأ عمله في البيت بيتك في أكتوبر 2004 الي 15 سبتمبر 2005 قدم من خلال تواجده العديد من الفقرات المتنوعة السياسية والاْقتصادية والفنية والاْجتماعية ثم تركه وعاد الي الفضائية المصرية وبدأ عمله من فبراير 2006 الي أكتوبر 2006

## عمله في أو تي في
بدأ العمل منذ 31 يناير 2007في مساءك سكر زيادة مقدماً رصداً لاْهم الاْحداث الثقافية والفنية والرياضية والتي تمثل نظرة الي الواقع قدم العديد من الفقرات وتتمثل في فقرة الصورة - فقرة مصر أحلي - فقرة قصة نجاح - فقرة شخصية الاْسبوع - فقرة كلام جرائد - فقرة طلب أحاطة - الفقرة الرياضية

## البورصة اليوم
توجه شريف عبد الرحمن مقدما حاليا علي أو تي في لبرنامج البورصة اليوم لينقل لنا كل ما يدور من احداث ونتائج لمؤشرات البورصة المالية وما يحدث في سوق المال بشكل يومي ارتفاعات وهبوط لمؤشرات الاسهم المصرية وتعاملاتها بشكل دقيق

## البرامج التي قدمها
- فوازير رمضانية علي الفضائية المصرية
- يلا نغني علي الفضائية المصرية
- اه ياليل علي الفضائية المصرية
- لغة العالم علي الفضائية المصرية
- بحب السيما علي الفضائية المصرية
- البيت بيتك علي التليفزيون المصري والفضائية المصرية
- مساءك سكر زيادة علي OTV والذي يقدمه حاليا
- برامج رياضية علي الفضائية المصرية
- برنامج البورصة اليوم
- أسماء